# Ösundet, Saltvik
Ösundet är ett sund mellan öarna Boxö och Boxö ön i Saltvik på Åland. Sundet är cirka 2,5 kilometer långt i sydvästlig-nordostlig riktining och cirka 300 meter brett. Den sydligaste delen är endast 1,2 meter djup medan den nordligaste delen når ett djup på uppemot 20 meter.
Sundet förbinder i norr med Boxöfjärden och i söder med Boxö sund.